# Poty Lazzarotto
Napoleon Potyguara Lazzarotto, conhecido artisticamente como Poty (Curitiba, 29 de março de 1924 – Curitiba, 8 de maio de 1998), foi um desenhista, gravurista, ilustrador, capista e muralista brasileiro.

## Biografia
Filho dos italianos Issac Lazzarotto e Julia Tortato Lazzarotto, começou a se interessar por desenho ainda bem criança. O seu pai era ferroviário e a sua mãe mantinha um restaurante na cidade, o "Vagão do Armistício", muito frequentado por intelectuais paranaenses.
O pai de Poty perdeu um dos braços, devido a um acidente, e para ajudar no orçamento familiar procurava peças de alumínio que eram modeladas em quadros da Santa Ceia, para vender. Poty e seus amigos de infância frequentavam o barracão de seu pai, para ajudar a mover o fole. O barracão que o pai ergueu frente a sua casa, em Curitiba, passou a se chamar "Vagão do Armistício", tornando-se um restaurante desde 1937, sob os cuidados de sua mãe. O governador do Paraná, Manuel Ribas, frequentava o restaurante e, em 1942, premiou Poty com uma bolsa de estudos na Escola Nacional de Belas Artes, no Rio de Janeiro.
Em 1938, com 14 anos de idade, Poty publicou no jornal Diário da Tarde a história "Haroldo, o Homem Relâmpago", em 6 capítulos.
Em 1943, Hermínio da Cunha César convida Poty para ilustrar seu livro "Lenda da Herva Mate Sapecada", no Rio de Janeiro. Foi o primeiro livro ilustrado por Poty e publicado.
Em 1946, Dalton Trevisan cria a revista "Joaquim", e Poty participa de todos os números, seja com ilustrações, notícias do mundo das artes visuais e/ou comentários sobre arte enviadas da Europa. A "Joaquim", que é editada até 1948, representa uma revolução cultural no Estado do Paraná, tanto no sentido de transformação da literatura, via Dalton, quanto da sua linha editorial, crítica e renovadora como informação e como linguagem. A "Joaquim" representa a primeira conexão do Paraná com outros centros da federação, que publicam na revista seus textos críticos e ensaios, bem como autores estrangeiros nas mais diversas áreas do conhecimento.

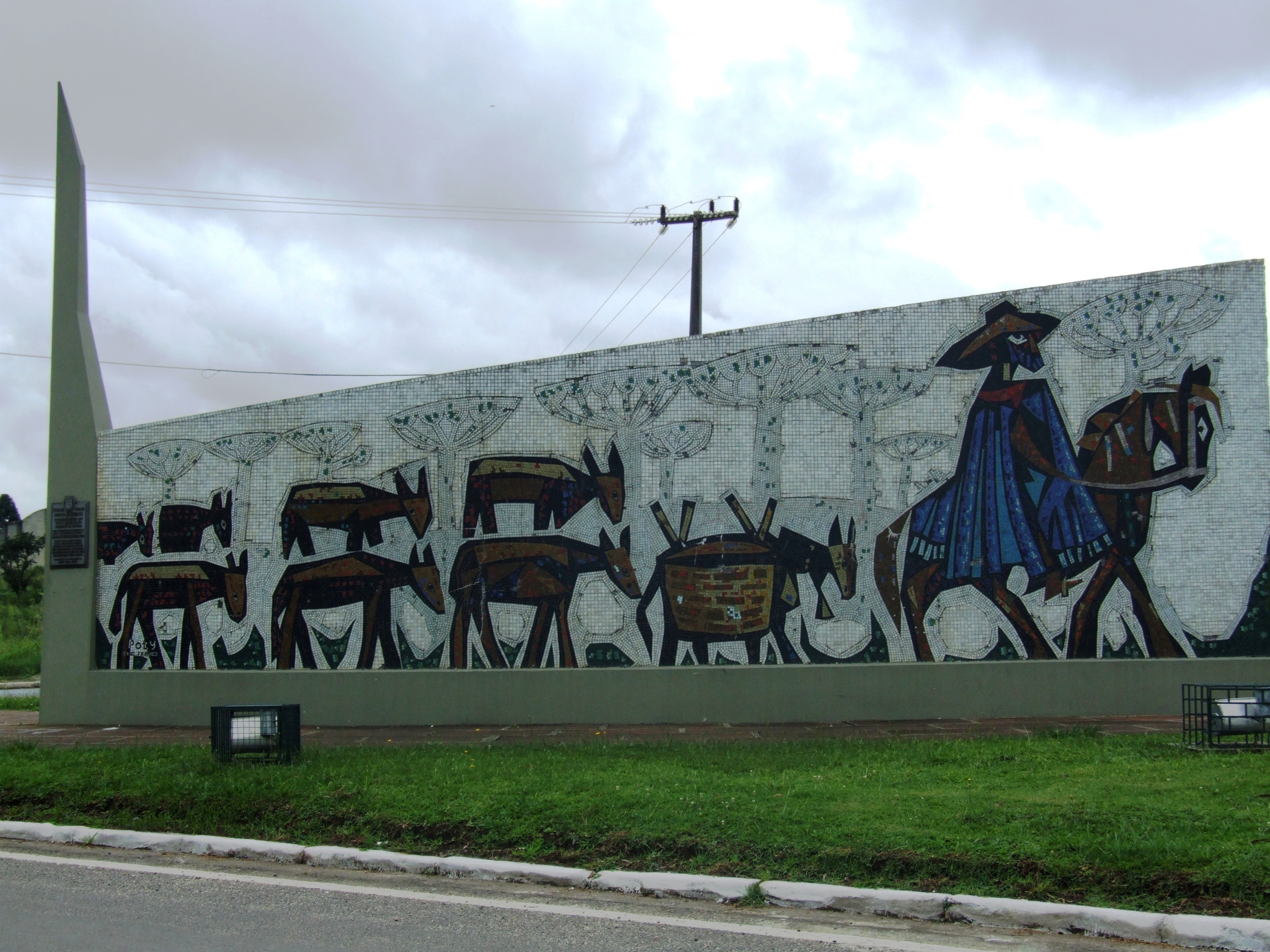
Monumento aos Tropeiros (Poty Lazzarotto), Lapa (PR), Brasil.

Da Europa, graças a uma bolsa de estudos do francês, Poty tem contato com a técnica litográfica, em permanente contribuição à "Joaquim". Voltou ao Brasil em 1948, indo trabalhar no jornal Manhã, de Samuel Wainer, realizando ilustrações para vários jornais do Rio de Janeiro.
Ao longo de sua vida, trabalhou principalmente com desenhos, gravuras, murais, serigrafia, litografia.
Os murais são representativos de sua obra, embora tenha sido o desenho o seu principal veículo de expressão, notadamente as ilustrações que realizou para os mais diversos autores, destacando-se entre esses Dalton Trevisan, considerado o maior contista brasileiro. Em sua execução, Poty empregava materiais diversos, como madeira, vidro (vitrais), cerâmica, azulejo e concreto aparente, esse último um de seus materiais de predileção.
Há obras de Poty espalhadas por diversas cidades do Brasil e do exterior, incluindo murais em Portugal, na França e na Alemanha.
Suas obras também podem ser vistas em diversos locais públicos de Curitiba, como os painéis do pórtico do teatro Guaíra, no saguão do aeroporto Afonso Pena, na praça 29 de Março, na praça 19 de Dezembro e na torre da Telepar.
Faleceu de câncer no pulmão, em 1998. Estava trabalhando, então, em um painel encomendado para a Hidrelétrica de Itaipu, em Foz do Iguaçu. Seu último trabalho foi a ilustração para um cartaz encomendado pelo Hospital de Clínicas, em Curitiba, para sensibilizar as pessoas sobre a necessidade de doações. Foi sepultado no Cemitério Municipal do Água Verde, em Curitiba.

## Patrimônio cultural
Em agosto de 2014, algumas de suas obras foram tombadas pelo Conselho Estadual do Patrimônio Histórico e Artístico (CEPHA) e reconhecidas como Patrimônio Cultural do Paraná. As obras, com este reconhecimentos, são as localizadas em áreas públicas, como os painéis do Palácio Iguaçu e do Teatro Guaíra.

## Dados biográficos
- Formou-se na Escola Nacional de Belas Artes em 1945, como resultado de uma bolsa de estudos recebida após a conclusão do curso secundário.
- Participou do Liceu de Artes e Ofícios de Carlos Oswald.
- Em 1944, realizou ilustrações para os artigos de Ademar Cavalcanti e Carlos Drumond de Andrade no jornal Folha Carioca.
- Mudou-se para Paris em 1946, para realizar um curso de artes gráficas, com duração de dois anos, patrocinado pelo governo francês. Nesta ocasião, aprendeu litografia.
- Foi responsável pela criação do primeiro mural na União Nacional dos Estudantes (UNE), na Praia do Flamengo, sob o tema O Processo de Kafka. Infelizmente, este trabalho foi destruído pelo Golpe Militar de 1964.
- No início da década de 1950 residiu em São Paulo, quando organizou e ministrou cursos de gravura e desenho.
- Ganhou o primeiro prêmio da exposição "Gravadores Brasileiros" em Genebra.
- Realizou diversas exposições individuais em cidades brasileiras como São Paulo, Rio de Janeiro, Recife, Salvador e Curitiba.
- Realizou exposições individuais no exterior, em Bruxelas, Londres e Washington.
- No fim da década de 1960, viajou com os sertanistas Orlando Villas Boas e Noel Nutels para o Xingu, onde fez ilustrações baseadas nos usos e costumes indígenas.

## Obras principais

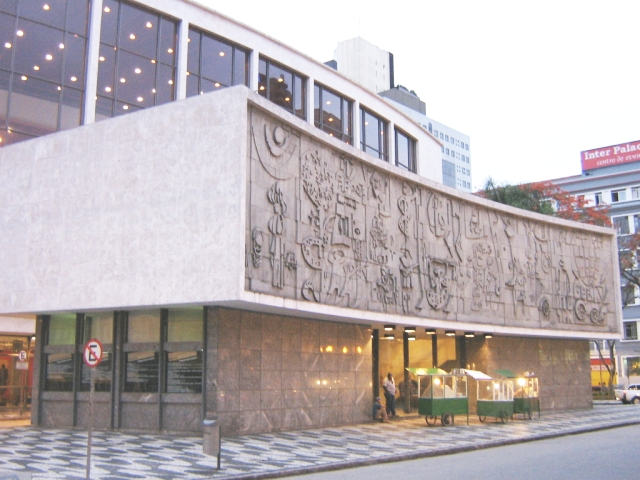
Fachada do Teatro Guaíra, em Curitiba, reconstruído após um incêndio.

- Painel no Centro Politécnico da UFPR, Curitiba, 1961.
- Mural na sede da UNE, na praia do Flamengo, no Rio de Janeiro, em 1946. A sede foi destruída e incendiada logo no primeiro dia do Golpe Militar de 1964. Foi seu primeiro mural encomendado.
- Mural no Hotel Aeroporto, de propriedade de Ingeborg Rusti, em 1953, como homenagem à emancipação do Paraná. Foi seu primeiro mural no estado do Paraná.
- "Monumento ao Primeiro Centenário do Paraná", painel histórico em azulejos na Praça 19 de Dezembro, Curitiba, em 1953.
- Murais para o pórtico do Pavilhão de Exposições do Centenário.
- "Alegoria ao Paraná", na fachada do Palácio Iguaçu, em Curitiba, apresentada na inauguração do palácio, em 1953.
- Painel em azulejos no Largo da Ordem, em Curitiba, representando carroças de verduras, e as colonas italianas e polonesas.
- Monumento ao Tropeiro, na Lapa, Paraná.
- Painel da fachada do Teatro Guaíra em frente à Praça Santos Andrade, em Curitiba. O painel feito inicialmente foi destruído pelo incêndio que destruiu o teatro posteriormente reconstruído, inclusive o painel.
- "Evolução da Comunicação", tema dos vitrais da Biblioteca da PUC-Paraná.
- Ilustrações de livros de Guimarães Rosa, Dalton Trevisan, Hermínio da Cunha César, Gilberto Freire.
- A partir de 1967, fez cerca de 200 desenhos dos índios do Xingu,[5] que foram expostos na Bélgica e em Londres.[6]
- Logomarca da "Sala do Artista", no Solar do Rosário, em Curitiba, feito em 1994, representando o artista plástico.
- Em 1996, faz seu primeiro painel em concreto aparente.[7]
- Monumento Marco na Rodovia do Café, no Paraná, tendo como tema o café.
- Painel Lendas Brasileiras no Crystal Palace Hotel, em Londrina, PR, 1985.
- Painel para a Hidrelétrica de Itaipu, em 1998, em parceria com Adroaldo Renato Lenzi.
- 2 Painéis de azulejos na Sede da OAB-PR (Brasilino Moura 253, Curitiba - PR), em 2009.

### Obras literárias Ilustradas
- A Selva, Ferreira de Castro
- Grande Sertão: Veredas, Sagarana, Corpo de Baile e Magma de Guimarães Rosa;[8][9]
- Assombração do Recife Velho, Gilberto Freire;
- Capitães da Areia, Jorge Amado;
- Cinco Minutos e Iracema, José de Alencar;
- Chapadão do Bugre, Mário Palmério;
- Contos de Chekhov, Anton Pavlovich Chekhov;
- Crônicas de Curitiba, Em busca de Curitiba Perdida, Dinorá, Ah, é?, Cemitério de Elefantes de Dalton Trevisan e ainda Mistérios de Curitiba e Noites de Insônia (livro formato cordel publicado pelo autor;
- Gramática Expositiva do  Chão, Manuel de Barros;
- Memórias Póstumas de Brás Cubas, Quatro Contos, Helena e Iaiá Garcia, de Machado de Assis;
- Parábolas e Fragmentos, Franz Kafka; Trilhos, Trilhas e Traços, Poty Lazzarotto e Valêncio Xavier;
- O Quinze, Rachel de Queiroz;
- Moby Dick, Herman Melville;
- Cobra Norato e outros poemas, Raul Bopp;
- Quem mata índio?, Poty e Moysés Paciornick;
- Curitiba de Nós, Poty e Valêncio Xavier;
- Traços, trilhos e trilhas, Poty e Valêncio Xavier;
- Sem Família, Hector Malot (tradução de Virgínia Lefèvre), Editora e Livraria do Chain;